# Farébersviller
Farébersviller – miejscowość i gmina we Francji, w regionie Grand Est, w departamencie Mozela.
Według danych na rok 1990 gminę zamieszkiwało 6835 osób, a gęstość zaludnienia wynosiła 993 osób/km² (wśród 2335 gmin Lotaryngii Farébersviller plasuje się na 60. miejscu pod względem liczby ludności, natomiast pod względem powierzchni na miejscu 843.).